# Црно сунце (књига)
Црно сунце : депресија и меланхолија (фр. Soleil noir: dépression et mélancoli) је књига есеја бугарско-француске књижевнице, филозофа, књижевног критичара, семиотичара, психоаналитичара, феминисте Јулије Кристеве (фр. Julia Kristeva) (1941) објављена 1987. године. Издање на српском језику објавила је издавачка кућа Светови 1994. године из Новог Сада у преводу Младена Шукала.

## О аутору
Јулија Кристева је рођена у Бугарској 1941. године.Од средине  шездесетих година прошлог века која живи у Француској. Заслужни је професор на Универзитету Paris Diderot. Ауторка је више од 30 књига, укључујући Моћи ужаса, Приче о љубави, Црно сунце: депресија и меланхолија, Пруст и осећај времена и трилогије Женски геније. Носилац је одликовања команданта Легије части, заповедника Ордена за заслуге, награђена Холберговом међународном меморијалном наградом, наградом Хана Арент и наградом Фондације Висион 97, коју додељује Хавел Фоундација.

## О делу
Књига Црно сунце је обликовна у две целине:
У првој целини Кристева се бави појмовним разјашњењем психијатријско-клиничког симптома депресије и меланхолије. Изнете су разни видови манифестовања депресије.
Есеји прве целине:
- Контра-депресор: психоанализа
- Живот и смрт говора
- Слике женске депресије

1. Канибалска самоћа
2. Убити или убити се: дјелотворна грешка
3. Дјевица мајка

- Љепота: други свјет депресивног

Друга целина књиге јесу прикази и анализе живота и дела значајних личности: сликара Ханса Холбајна, књижевника Жерар де Нервала, Фјодора Достојевског и Маргарит Дирас. Прикази аутора који су били депресивно-меланхолични људи и у својим делима приказали тамне светове депересије и меланколије.
Есеји друге целине:
- Холбајнов Мртви Христос
- Нервал: El Desdichado
- Достојевски: писмо патње и опраштања
- Болест боли: Дирас[1]